# Gevelkapel
Een gevelkapel is een kapel in de vorm van een nis in de gevel of een kastje aan de gevel van een pand met daarin een crucifix of heiligenbeeld.
Het gebruik om gevelkapellen in te werken in het metselwerk is terug te voeren op de laren. Vaak werden deze laren geplaatst bij de toegang van een woning. In de Provence zijn hier nog vele voorbeelden van te vinden.
Gevelkapellen werden om diverse redenen aangebracht. De voornaamste reden was ter bescherming van het erf en de bewoners. Andere redenen waren dankbaarheid (genezing, behouden thuiskomst of doorkomen van een pestepidemie) en toewijding tot een heilige. Een laatste reden was noodzakelijkheid om een processie te kunnen laten doorgaan.

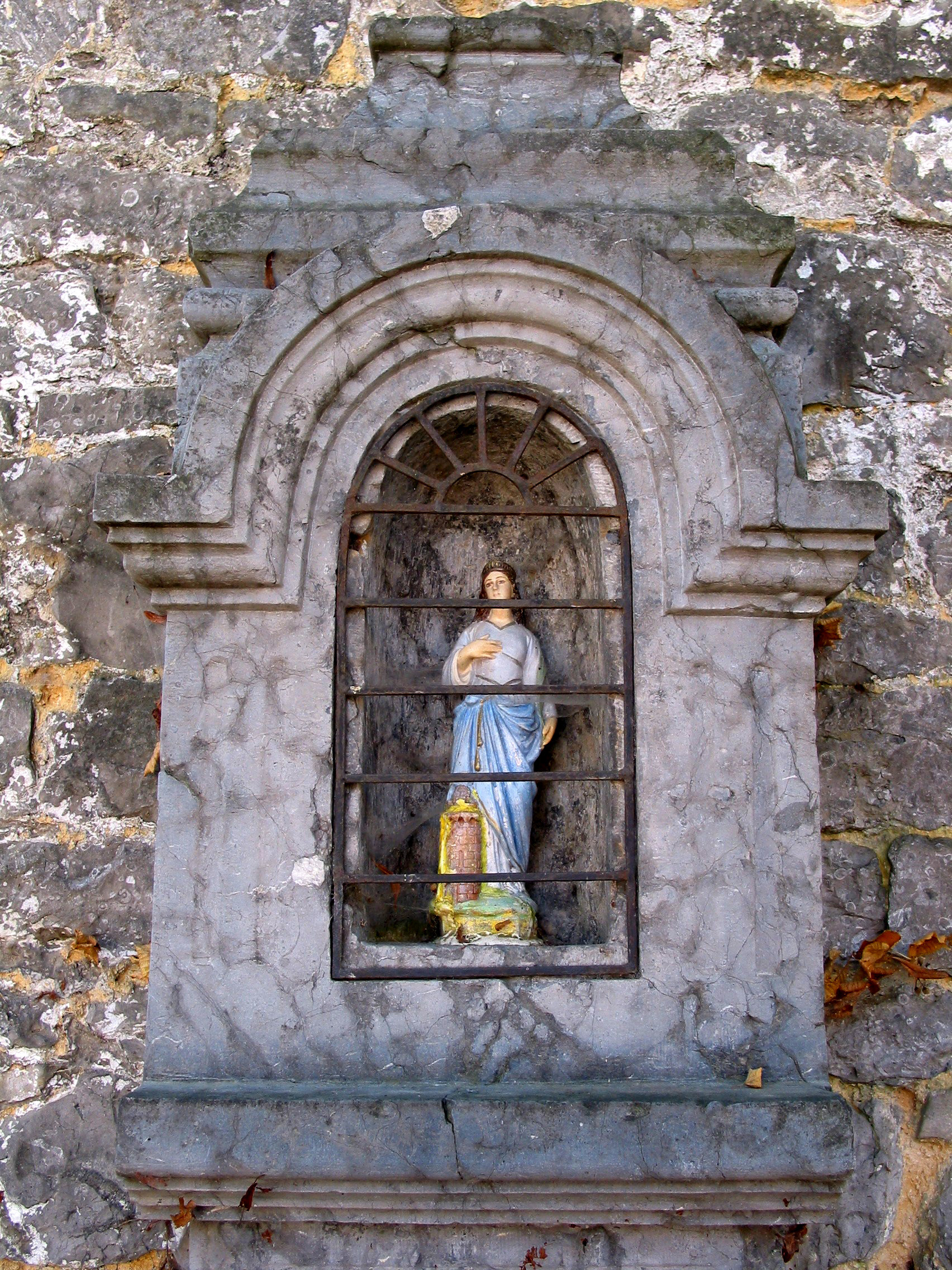
Barokke gevelkapel, Héron, Luik
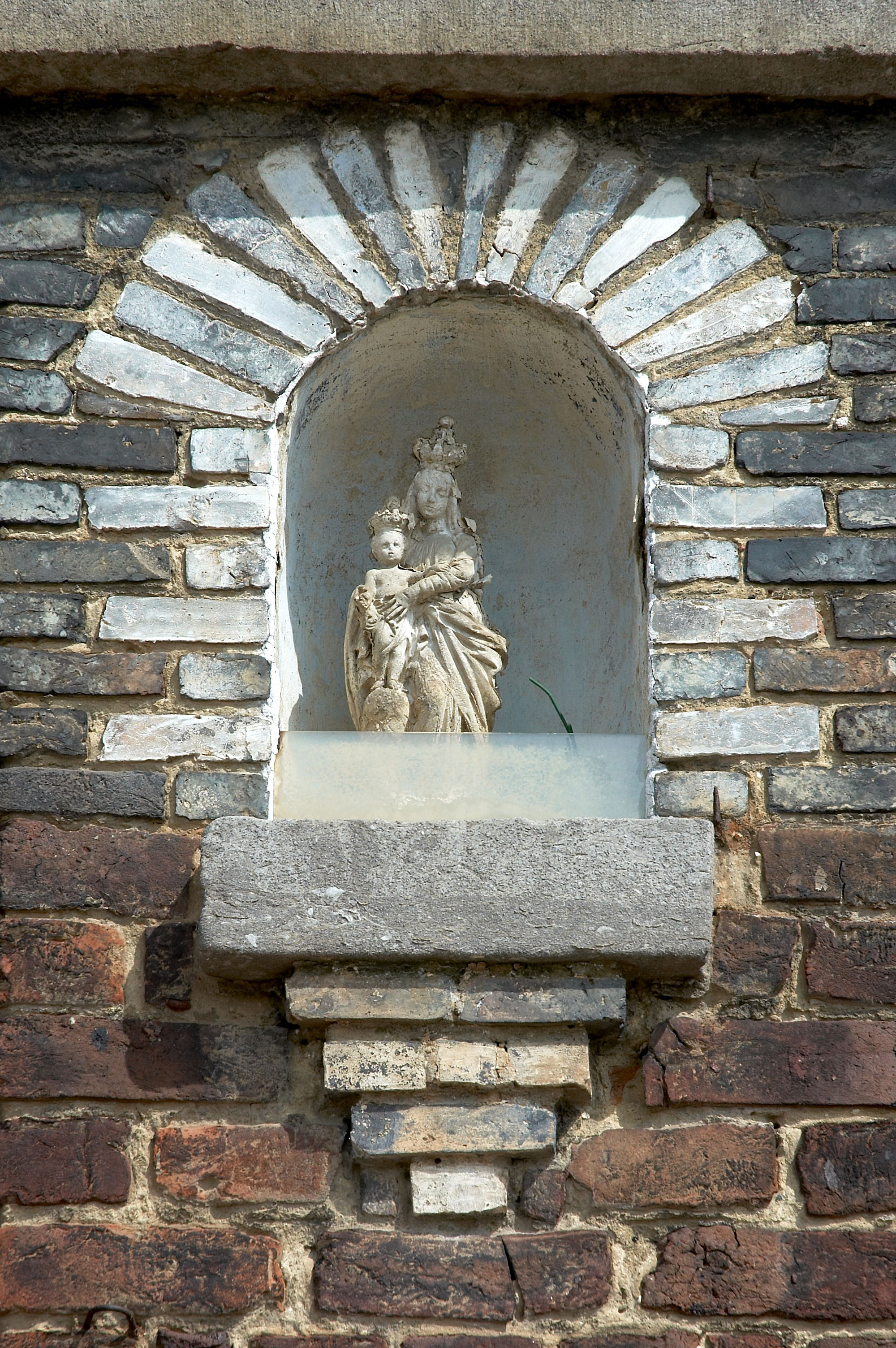
Gevelkapel basisschool, Huldenberg
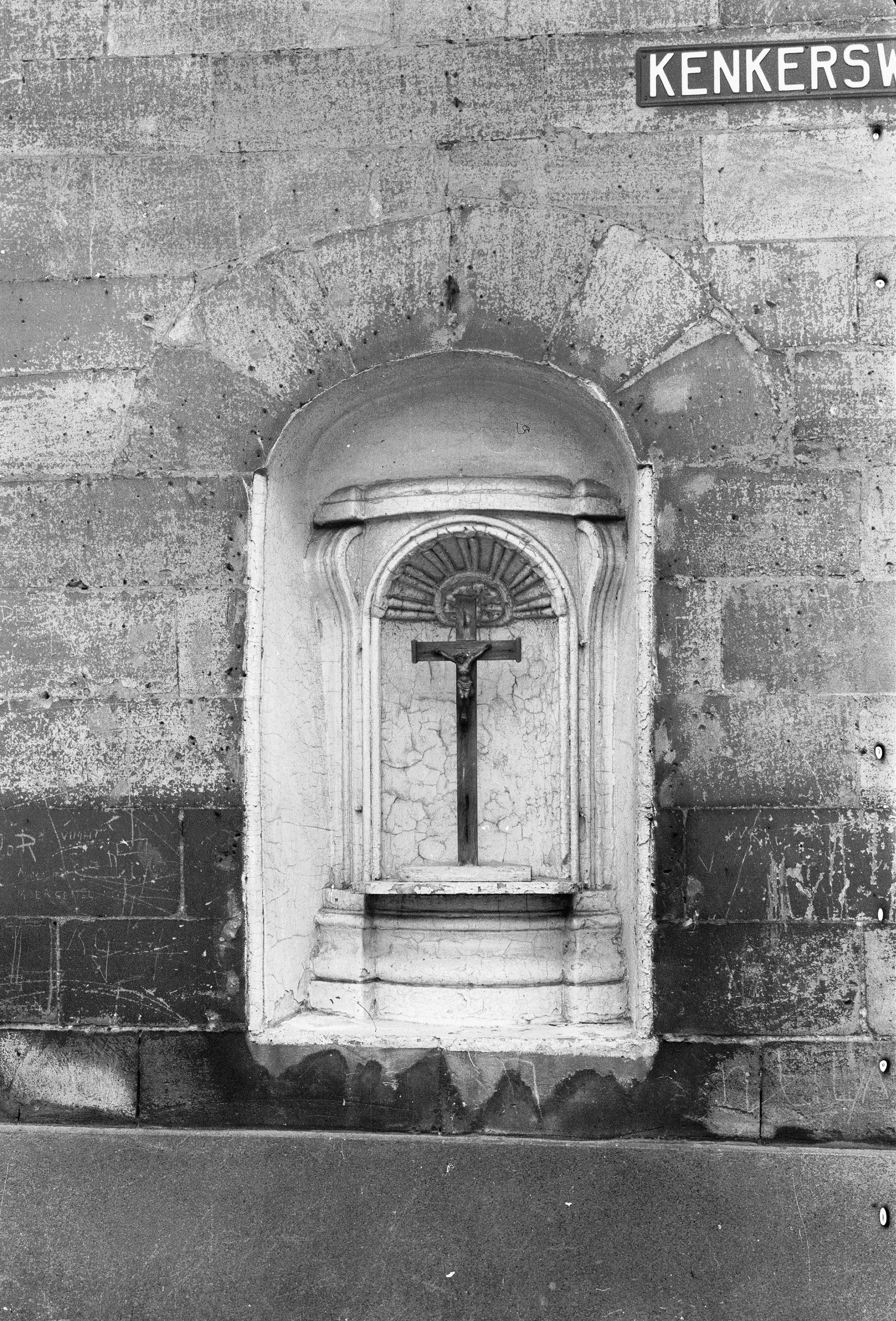
Niskapel woonhuis, Sibbe
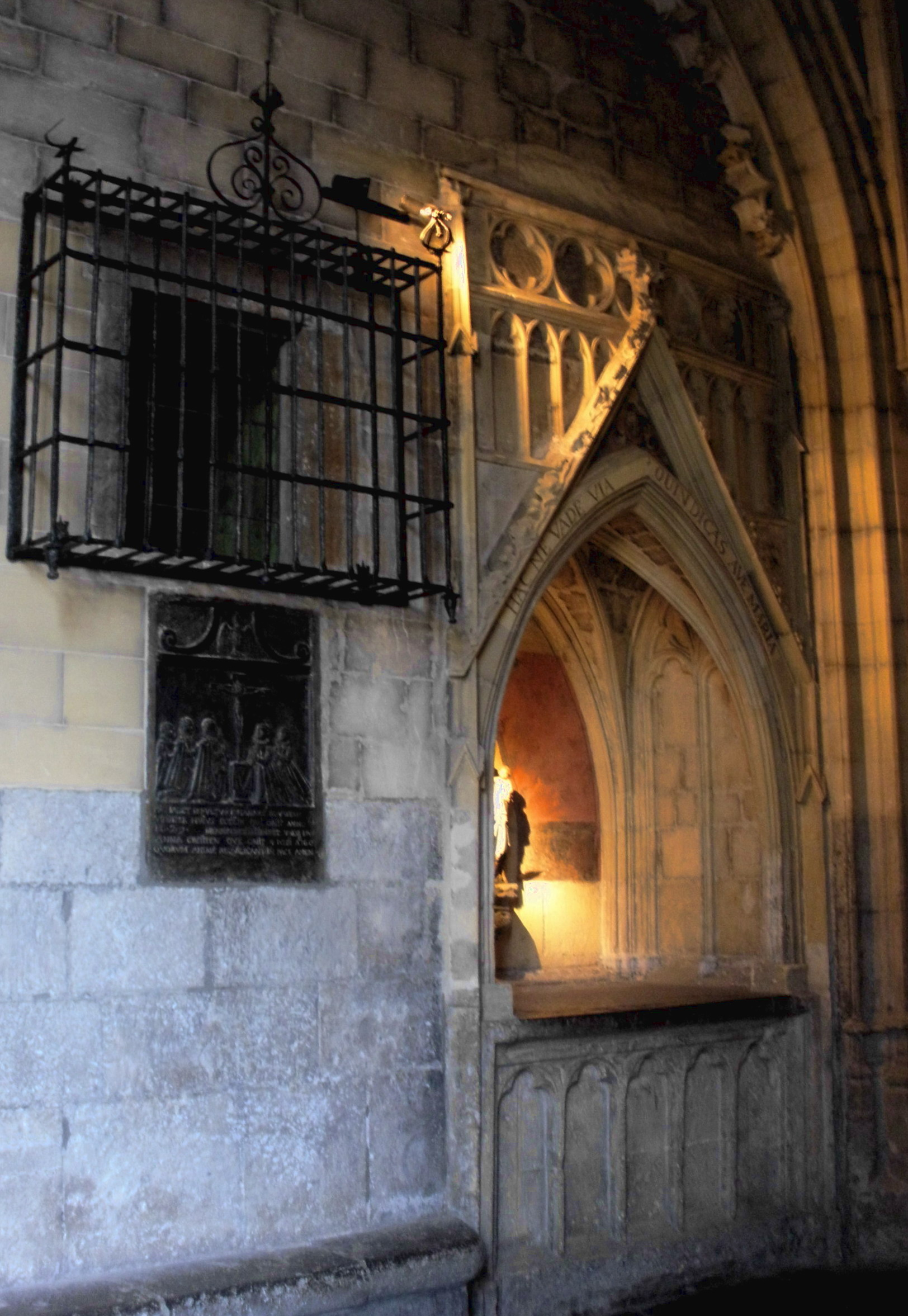
Sint-Servaasbasiliek, Maastricht
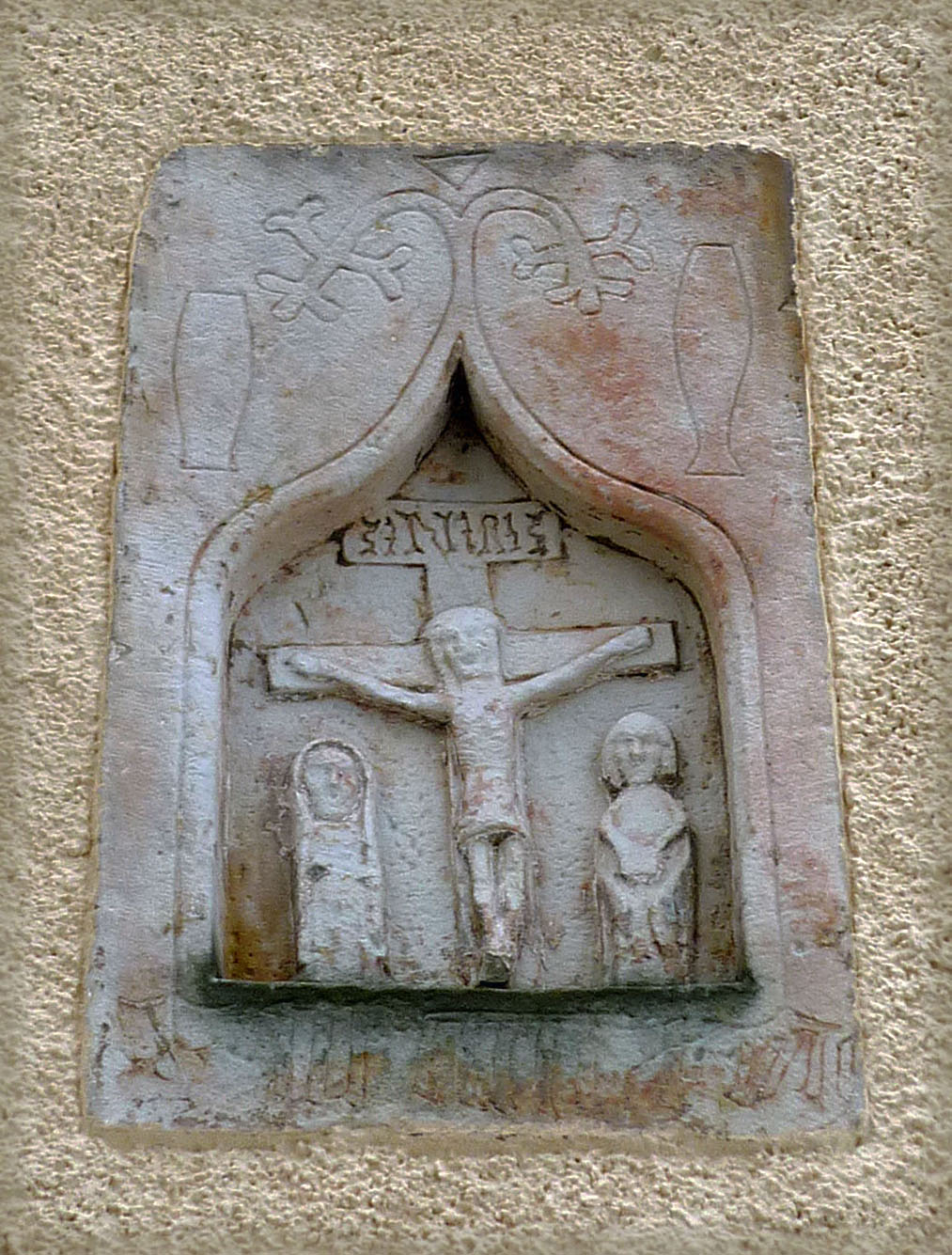
Gevelkapel Reichstädt, Duitsland
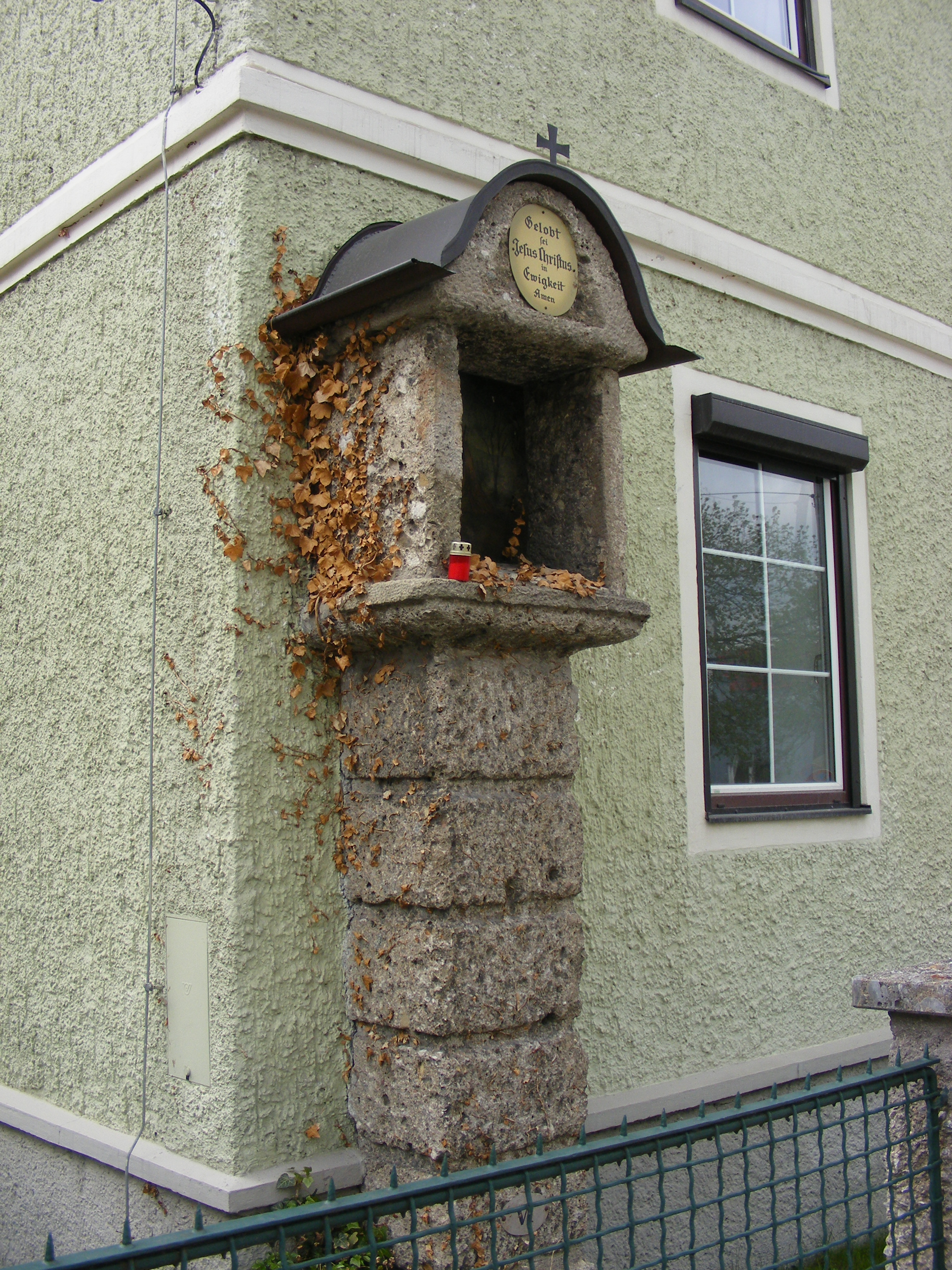
Gevelzuilkapel, Salzburg
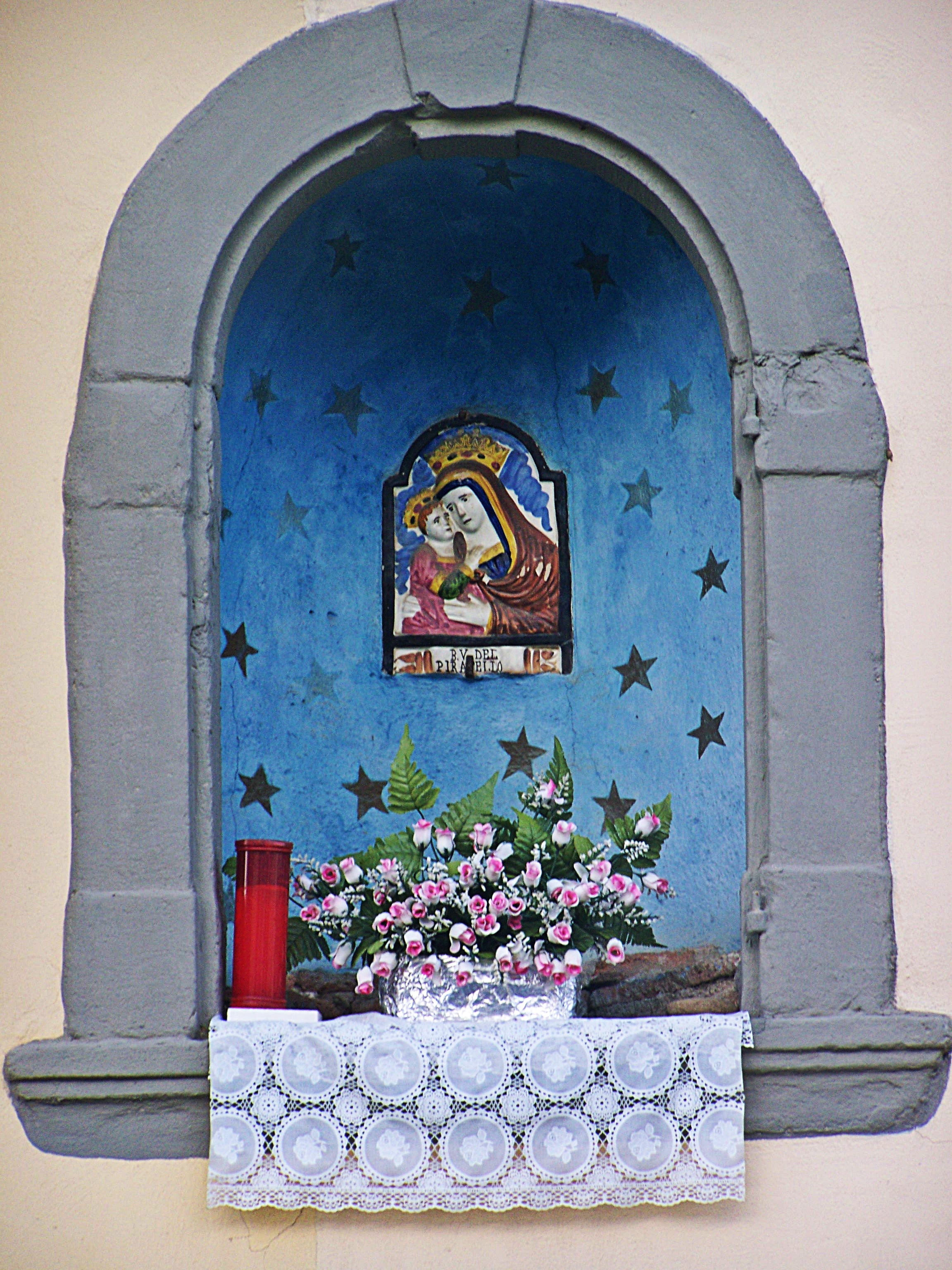
Gevelkapel Prato, Italië
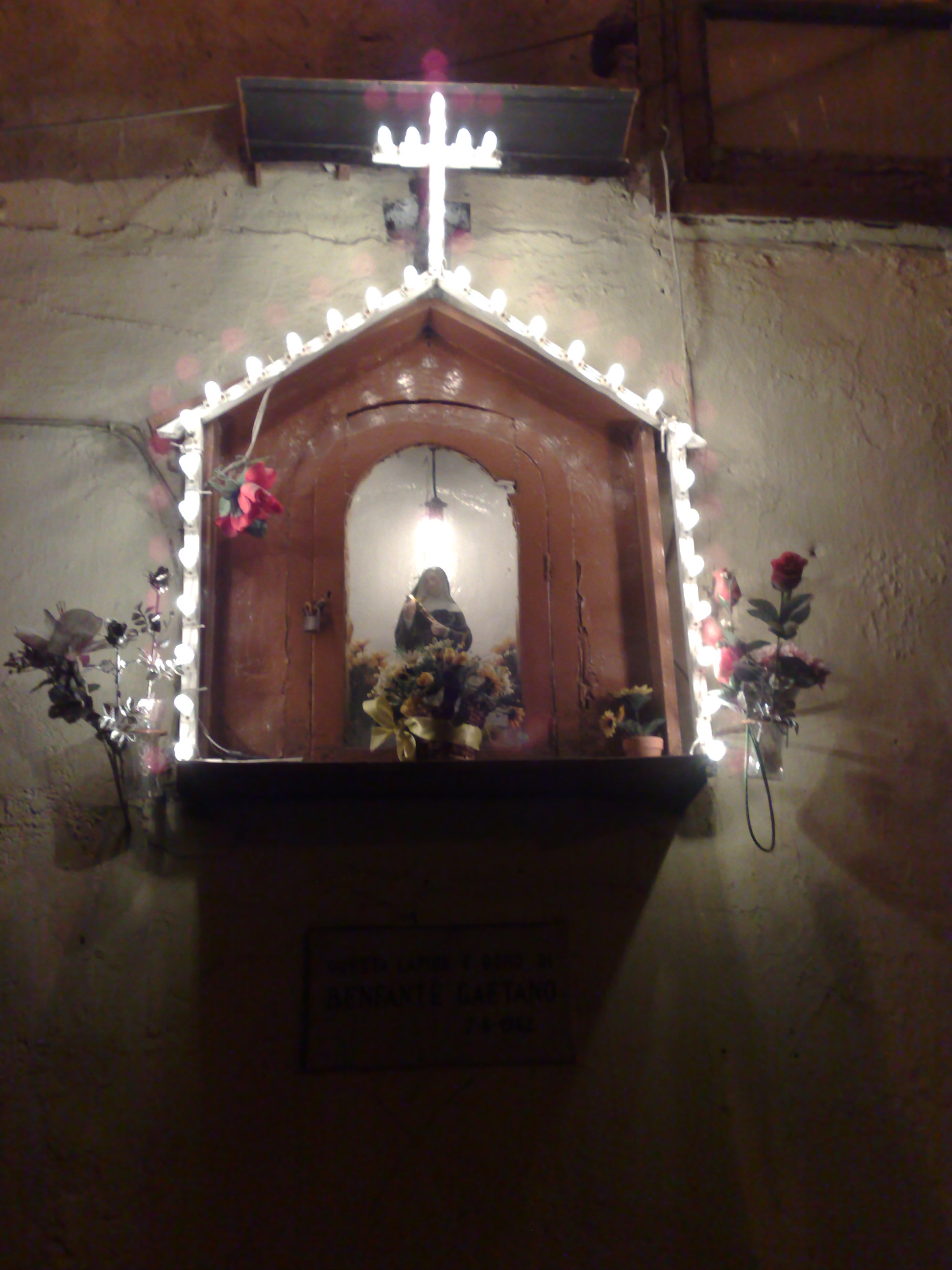
Muurkastje  Palermo